# Флегонт из Тралл
Флего́нт из Тралл, также Флего́н из Тралл, Флего́н(т) Тра́лльский, Пу́блий Э́лий Флего́н (др.-греч. Φλέγων ὁ Τραλλιανός, лат. Publius Aelius Phlegon) — древнегреческий историк и парадоксограф II века.

## Детали биографии
О биографии Флегонта сохранились лишь отрывочные сведения. Он происходил из малоазиатских Тралл (современный Айдын, Турция) и, по свидетельству Фотия и других источников, был вольноотпущенником императора Адриана. В соответствии с римской традицией освобождаемый раб брал преномен и номен освободившего его хозяина, поэтому на латыни полное имя писателя звучало как Публий Элий Флегон. В произведениях Флегонта постоянно проскальзывают указания на его близость ко двору, а свои «Олимпиады» он посвятил некоему придворному по имени Алкивиад. Биограф Адриана Элий Спартиан передаёт слух о том, что император так жаждал громкой славы, что книги о собственной жизни, написанные им самим, отдавал своим образованным вольноотпущенникам (и среди них Флегонту), для того чтобы они издали их от своего имени. Судя по датировкам Олимпийских игр в его труде, Флегонт дожил как минимум до конца правления Адриана или даже пережил его.

## Труды
Флегонту принадлежит несколько произведений, из которых наиболее заметными являются «Удивительные истории» (др.-греч. Περὶ θαυμασίων), представляющие собой компиляцию невероятных случаев и фактов. Как правило, удивительные события происходят в обстановке повседневной жизни, без вмешательства сверхъестественных сил, но при этом допускается наличие привидений, оборотней, знамений и пророчеств. Общее представление о характере сочинения Флегонта может дать перечень затрагиваемых тем: посещение призраком умершей девушки родительского дома, появление на свет младенца с головой древнеегипетского бога Анубиса, поимка кентавра, рождение ребёнка семилетней девочкой, обнаружение останков великанов. Исследователи относят «Удивительные истории» к литературному жанру парадоксографии, получившему широкое распространение на рубеже классической эпохи и эллинистического времени.
В Суде помимо «Удивительных историй» перечислены и другие компиляции, принадлежащие Флегонту: «Описание Сицилии» (др.-греч. Ἔκφρασις Σικελίας), «Римские праздники» в 3 книгах (др.-греч. Περὶ τῶν παρὰ Ρωμαίοις ἑορτῶν βιβλία γ´), «Топография Рима» (др.-греч. Περὶ τῶν ἐν Ῥώμῃ τόπων καὶ ὧν ἐπικέκληνται ὀνομάτων), «О долгожителях» (др.-греч. Περὶ μακροβίων) и «Олимпиады» (др.-греч. Ολυμπιάδες); из них сохранились лишь две последних, причём «Олимпиады» — в незначительных фрагментах. Если доверять свидетельству Суды, то «Удивительные истории» и «О долгожителях» представляют собой части одного произведения, поскольку, по словам византийского лексикографа, Флегонт является автором компиляции «О долгожителях и удивительные истории» (др.-греч. Περὶ μακροβίων καὶ θαυμασίων); единственный список X века, содержащий оба произведения, заканчивается следующей фразой: «Об удивительных историях и о долгожителях Флегонта Тралльского, отпущенника императора». Таким образом, оба источника считают компиляции Флегонта частями одного произведения, хотя в дошедшем до нас виде компиляции не оставляют впечатления, что их следует относить к одному и тому же сочинению.
Сочинение «О долгожителях» посвящено в основном перечню лиц с продолжительным сроком жизни, сведения о которых Флегонт почерпнул в таких разнородных источниках, как цензовые списки граждан, курьёзные жизнеописания, наполненные анекдотами, а также пророчества Сивилл. Автор начинает свой список с людей, достигших 100-летнего возраста, затем переходит к тем, кто прожил более 100 лет и, наконец, более 150 лет; в завершение всего он рассказывает о некоей пророчице-Сивилле, прожившей, по его подсчётам, около 1000 лет. Текст произведения дошёл до нас в плохой сохранности, в нём имеются очевидные лакуны. В сочинениях «О долгожителях» и «Удивительные истории» Флегонт не ставит перед собой задачи доискаться причин необычных явлений, равно как и дать им какое-либо объяснение. Сообщаемые сведения воспринимаются им некритически: для него в равной степени надёжны свидетельства цензовых списков граждан и пророчества Сивилл.
От «Олимпиад» Флегонта сохранилась лишь небольшие фрагменты, по содержанию которых, однако, можно составить общее представление о замысле и объёме всего произведения (в первоначальном виде оно состояло из 16 книг, более сжатый вариант — из 8 книг и, наконец, эпитома из 2 книг). Сочинение предварял очерк об истории учреждения Олимпийских игр, а затем следовали таблицы, основанные на счислении по олимпиадам, с даты первого года первой олимпиады в 776 году до н. э. и вплоть до 229-й олимпиады в 137—140 годах. Для каждой из олимпиад Флегонт приводит список олимпийских победителей и виды состязаний, в которых те одержали победу; список олимпиоников включал и замечания Флегонта по поводу тех или иных исторических и политических событий в этот период, упоминания о природных катастрофах, божественных знамениях, рождении знаменитых людей, войнах. Фотий, познакомившийся в IX веке с первыми пятью книгами «Олимпиад», отмечал погрешности стиля Флегонта из Тралл и обвинял его в приверженности к оракулам. Тем не менее, в позднее время «Олимпиады» часто цитировались и считались одним из наиболее авторитетных произведений. Например, Евсевий Кесарийский в «Хронике» (начало IV века), называет Флегонта «выдающимся счислителем олимпиад», а Гиерон включил его имя в список «учёнейших мужей».

## Значение для истории христианства
Флегонту принадлежит не дошедшее до нас, но многократно упоминавшееся в христианской апологетике свидетельство о событиях, сопровождавших распятие Иисуса Христа. Как известно, евангелисты сообщают о том, что «в шестом же часу настала тьма по всей земле и продолжалась до часа девятого» (Мф. 27:45, Мк. 15:33, Лк. 23:44). Матфей добавляет, что тьма сопровождалась землетрясением («и земля потряслась; и камни расселись»; Мф. 27:51). С давних пор предпринимались попытки найти отражение этих происшествий в источниках. Начиная с Юлия Африкана, Оригена и Евсевия Кесарийского христианские писатели придавали исключительное значение их упоминанию у Флегонта, который свидетельствует о затмении солнца и сильнейшем землетрясении в Вифинии, произошедшем около 32—33 годов н. э. Хотя этот фрагмент из сочинения Флегонта упоминается только христианскими писателями, современным исследователям он представляется подлинным. То, что эпицентром землетрясения названа местность в Малой Азии, достаточно удалённая от Палестины, говорит в пользу нехристианского происхождения этого сообщения. Если бы имел место проевангельский вымысел, то эта цитата обладала бы рядом характерных особенностей, присущих христианской апокрифической литературе, например, заметной зависимостью от евангельской фразеологии, а также наверняка бы обозначила эпицентром землетрясения Иерусалим.
Однако кое-что в сообщении Флегона, как его приводят христианские авторы, всё же вызывает подозрение. Например, указание на шестой час солнечного затмения, напоминающее соответствующие евангельские сообщения. Мог ли Флегон знать Евангелия? Он родился в Малой Азии, в Траллах, где с конца I века имелась христианская община со своим епископом. Поэтому возможность того, что Флегон пользовался христианскими преданиями, полностью исключить нельзя, хотя это маловероятно. Этот придворный историк целиком следовал религиозной политике императора Адриана, который относился к христианам презрительно-враждебно. Характерно замечание Оригена, что Флегон свидетельствует за Христа против своего желания. Тем меньше у Флегона было оснований воспроизводить детали евангельской истории, даже если он её и знал. Поэтому указание на шестой час солнечного затмения в сообщении Флегона следует расценивать как позднейшее христианское добавление. Также отмечается, что по астрономическим законам солнечное затмение не может произойти в полнолуние, когда 14 нисана празднуется иудейская Пасха. Позднейшие христианские авторы объясняли наступившую во время распятия тьму как чудо, совершившееся против законов природы.